# Olympische Sommerspiele 2016/Kanu – Zweier-Canadier 1000 m (Männer)
Der Kanuwettbewerb im Zweier-Canadier 200 Meter der Männer (Kurzbezeichnung: C2 1000) bei den Olympischen Spielen 2016 in Rio de Janeiro wurde vom 19. bis 20. August 2016 in der Lagoa Rodrigo de Freitas ausgetragen. 24 Athleten aus 12 Nationen nahmen an dem Wettkampf teil. 
Zunächst wurden dabei zwei Vorläufe ausgetragen, bei denen sich die beiden Sieger direkt für das A-Finale qualifizierten, während die übrigen Duos über das Halbfinale eine erneute Chance erhielten. Dort konnten sich in zwei Läufen jeweils die ersten drei für das A-Finale qualifizieren, die übrigen Kanuten starteten im B-Finale, wo die Positionen neun bis elf gefahren wurde. 

## Titelträger
| Olympiasieger | Peter Kretschmer / Kurt Kuschela | London 2012  |
| Weltmeister   | Erlon Silva / Isaquias Queiroz   | Mailand 2015 |

## Zeitplan
- Vorläufe: 19. August 2016, 9:21 Uhr (Ortszeit)
- Halbfinale: 19. August 2016, 10:21 Uhr (Ortszeit)
- Finale: 20. August 2016, 9:14 Uhr (Ortszeit)

## Vorläufe

### Lauf 1
| Platz | Kanute                               | Nation     | Zeit                     | Bemerkung                |
| ----- | ------------------------------------ | ---------- | ------------------------ | ------------------------ |
| 1     | Erlon Silva / Isaquias Queiroz       | Brasilien  | 3:33,269 min             | A-Finale                 |
| 2     | Dmytro Jantschuk / Taras Mischtschuk | Ukraine    | 3:35,284 min             | Halbfinale               |
| 3     | Ilja Schtokalow / Ilja Perwuchin     | Russland   | 3:43,105 min             | Halbfinale               |
| 4     | Ferenc Szekszárdi / Martin Marinow   | Australien | 4:07,372 min             | Halbfinale               |
| 5     | Mussa Chamaune / Joaquim Lobo        | Mosambik   | 4:14,002 min             | Halbfinale               |
| 6     | Oleg Tarnovschi / Serghei Tarnovschi | Moldau     | vom Start ausgeschlossen | vom Start ausgeschlossen |

### Lauf 2
| Platz | Kanute                           | Nation      | Zeit         | Bemerkung  |
| ----- | -------------------------------- | ----------- | ------------ | ---------- |
| 1     | Sebastian Brendel / Jan Vandrey  | Deutschland | 3:33,482 min | A-Finale   |
| 2     | Fernando Jorge / Serguey Torres  | Kuba        | 3:34,939 min | Halbfinale |
| 3     | Henrik Vasbányai / Róbert Mike   | Ungarn      | 3:35,501 min | Halbfinale |
| 4     | Jaroslav Radoň / Filip Dvořák    | Tschechien  | 3:36,818 min | Halbfinale |
| 5     | Mateusz Kamiński / Michał Kudła  | Polen       | 3:44,717 min | Halbfinale |
| 6     | Gerasim Kochnev / Serik Mirbekov | Usbekistan  | 4:00,300 min | Halbfinale |

## Halbfinale

### Lauf 1
| Platz | Kanute                               | Nation     | Zeit         | Bemerkung |
| ----- | ------------------------------------ | ---------- | ------------ | --------- |
| 1     | Dmytro Jantschuk / Taras Mischtschuk | Ukraine    | 3:38,384 min | A-Finale  |
| 2     | Jaroslav Radoň / Filip Dvořák        | Tschechien | 3:42,166 min | A-Finale  |
| 3     | Henrik Vasbányai / Róbert Mike       | Ungarn     | 3:56,126 min | A-Finale  |
| 4     | Mussa Chamaune / Joaquim Lobo        | Mosambik   | 4:23,965 min | B-Finale  |

### Lauf 2
| Platz | Kanute                             | Nation     | Zeit         | Bemerkung |
| ----- | ---------------------------------- | ---------- | ------------ | --------- |
| 1     | Fernando Jorge / Serguey Torres    | Kuba       | 3:40,192 min | A-Finale  |
| 2     | Gerasim Kochnev / Serik Mirbekov   | Usbekistan | 3:40,772 min | A-Finale  |
| 3     | Ilja Schtokalow / Ilja Perwuchin   | Russland   | 3:42,127 min | A-Finale  |
| 4     | Mateusz Kamiński / Michał Kudła    | Polen      | 3:43,467 min | B-Finale  |
| 5     | Ferenc Szekszárdi / Martin Marinow | Australien | 4:13,754 min | B-Finale  |

## Finale

### B-Finale
Anmerkung: Gefahren wurde hier um die Platz neun bis elf, das heißt, die Sieger des B-Finales wurden insgesamt Neunte usw.
| Platz | Kanute                             | Nation     | Zeit         |
| ----- | ---------------------------------- | ---------- | ------------ |
| 1     | Mateusz Kamiński / Michał Kudła    | Polen      | 3:52,964 min |
| 2     | Ferenc Szekszárdi / Martin Marinow | Australien | 4:10,238 min |
| 3     | Mussa Chamaune / Joaquim Lobo      | Mosambik   | 4:38,732 min |

### A-Finale
| Platz | Kanute                               | Nation      | Zeit         |
| ----- | ------------------------------------ | ----------- | ------------ |
| 1     | Sebastian Brendel / Jan Vandrey      | Deutschland | 3:43,912 min |
| 2     | Erlon Silva / Isaquias Queiroz       | Brasilien   | 3:44,819 min |
| 3     | Dmytro Jantschuk / Taras Mischtschuk | Ukraine     | 3:45,949 min |
| 4     | Henrik Vasbányai / Róbert Mike       | Ungarn      | 3:46,198 min |
| 5     | Ilja Schtokalow / Ilja Perwuchin     | Russland    | 3:46,776 min |
| 6     | Fernando Jorge / Serguey Torres      | Kuba        | 3:48,133 min |
| 7     | Jaroslav Radoň / Filip Dvořák        | Tschechien  | 3:49,352 min |
| 8     | Gerasim Kochnev / Serik Mirbekov     | Usbekistan  | 3:52,920 min |